# Омар Пинзон
Омар Андрес Пинзон Гарсија (шп. Omar Andrés Pinzón García; Богота, 17. јун 1989) колумбијски је пливач чија ужа специјалност су трке леђним стилом. Вишеструки је национални првак и рекордер, четвороструки олимпијац и вишеструки учесник светских првенстава у великим и малим базенима. 
У новембру 2012. његов допинг тест је био позитиван на кокаин, због чега је аутоматски суспендован из професионалног спорта на период од две године. Након жалбе Међународном суду за спортску арбитражу првобитна пресуда је суспендована и Пинзон се током 2014. вратио такмичарском пливању.

## Спортска каријера
Пинзон је током своје богате спортске каријере учествовао на бројним великим међународним такмичењима. Био је део колумбијског олимпијског тима на четири узастопне Олимпијаде — у Атини 2004, Пекингу 2008, Лондону 2012. и Рију 2016, а најбољи резултат је постигао на Играма у Лондону где је успео да се пласира у полуфинале трке на 200 леђно (укупно 16. место).  
Најбоље резултате у каријери остваривао је на континенталним америчким такмичењима, посебно на Играма Централне Америке и Кариба, те Јужноамеричким играма. Такође је освојио сребрну меаљу у трци на 200 леђно на Панамеричким играма 2011. у Гвадалахари.
Током студија у Сједињеним Државама наступао је за пливачку секцију Универзитета Флориде.